# Américo Brasiliense
Américo Brasiliense es una ciudad pequeña en el interior del  estado de São Paulo, Brasil. Es también conocida como la "Cidade Doçura" (dulce Ciudad), ya que tiene muchas plantas de caña de azúcar.

## Demografía
| Población histórica del municipio | Población histórica del municipio | Población histórica del municipio | Población histórica del municipio |
| Año                               | Población                         |                                   | %±                                |
| --------------------------------- | --------------------------------- | --------------------------------- | --------------------------------- |
| 1970                              | 5368                              |                                   | —                                 |
| 1980                              | 11 864                            |                                   | 121,0%                            |
| 1991                              | 20 067                            |                                   | 69,1%                             |
| 2000                              | 28 287                            |                                   | 41,0%                             |
| 2010                              | 34 478                            |                                   | 21,9%                             |
| 2022                              | 33 019                            |                                   | −4,2%                             |
| [ 2 ] [ 3 ] [ 4 ] [ 5 ]           |                                   |                                   |                                   |

## Religión
El Cristianismo está presente en la ciudad de la siguiente manera:

### Iglesia Católica
La iglesia católica del municipio forma parte de la Diócesis de São Carlos.

### Iglesia Protestante
En la ciudad están presentes las más diversas creencias evangélicas, principalmente pentecostales, incluidas las Asambleas de Dios de Brasil (la iglesia evangélica más grande del país), Congregación Cristiana, entre otras. Estas denominaciones están creciendo cada vez más en todo Brasil.